# 実了師慶
実了師慶（じつりょうしけい、生没年不詳）は、戦国時代から安土桃山時代にかけての真宗大谷派の僧侶。武田信玄から手厚い庇護を受け、外交官や教育係として用いられた。

## 生涯
出自については関東管領である上杉憲政の一族とされる。憲政が相模の北条氏康の侵攻に敗れたため、天文16年（1547年）に相模の蛇伏山長延寺から甲斐の武田晴信の下に亡命した。
晴信は実了が後北条氏の内情に通じていたこと、人柄を認めたことから、手厚い庇護を与えて古府中に長延寺を再興させて実了を住持となし、さらに自らの御伽衆に加えて、外交における密使なども務めさせた。さらに次男・海野信親の養育係も命じられ、実了の娘を6男・武田信清の妻としている。
天正10年（1582年）3月、織田信長の武田征伐で甲斐武田氏が滅亡した際、信玄から養育を命じられていた信親は自害。加えて信玄と特別な関係にあったことから長延寺は織田軍による焼き討ちを受けた。実了は信親の遺児・顕了道快を守って甲斐から逃亡して信濃犬飼村にまで逃れた。
しかし、そこでそのまま没したという。